# Isocylindra melitosoma
Isocylindra melitosoma is een vlinder uit de familie van de wespvlinders (Sesiidae), onderfamilie Sesiinae.
Isocylindra melitosoma is voor het eerst wetenschappelijk beschreven door Edward Meyrick in 1930. De soort komt voor in het Afrotropisch gebied.